# (2445) Blazhko
(2445) Blazhko ist ein Asteroid des Hauptgürtels, der am 3. Oktober 1935 von der russischen Astronomin Pelageja Fjodorowna Schain am Krim-Observatorium in Simejis entdeckt wurde.
Der Asteroid wurde nach dem russischen Astronomen, Geophysiker, Autor und Polarforscher Sergei Nikolajewitsch Blaschko benannt.